# Eremophyton
Eremophyton é um género botânico pertencente à família Brassicaceae.